# Kenchō
Kenchō (建 長 ?) è il nome dell'era giapponese (年号, nengō, ?, trad. "nome dell'anno") compresa tra Hōji e Kōgen. Questo periodo è iniziato nel marzo del 1249 e si è concluso nell'ottobre 1256. L'imperatore regnante era Go-Fukakusa-tennō (後 深 草 天皇 ?) .
Nell'anno 5 dell'era Kenchō (1253) venne completato il gozan Kenchō-ji,  dal monaco cinese Rankei Dōryō (Daigaku Zenji in giapponese) della scuola buddhista Rinzai, su richiesta dell'imperatore.
Nel 1256, l'era cambiò di nome e venne chiamata Kōgen, mentre l'anno successivo prese il nome di Shōka.